# 项子明
项子明（1921年1月14日—1990年3月29日），原名汪志天，男，安徽桐城人，中国政治人物，曾任北京大学代理党委书记，第六、七届全国政协委员。史家余英時的表兄，在《余英時回憶錄》第二章第一節「我認識共產主義的過程」中對他有數頁描述。

## 家世
祖籍安徽桐城范岗镇高黄村汪桥。其祖父汪炘是清末举人，曾任良乡县令。三叔汪世铭系民社党革新派负责人、著名民主人士，五叔汪伏生曾任蒋纬国汉文老师、行政院救济总署分配厅厅长。其父亲汪心濂，曾任职北洋财政部，住北京兵部洼半壁街。

## 生平
1921年1月14日出生於北平，就讀於師大附小，後考入北平師大附中。1935年一二·九運動時曾參加遊行。1936年5月参加抗日，9月至1937年7月在北平崇德中學讀高中。8月流亡到西安，參加陝西抗日部隊，後撤退至天水，在天水六中繼續唸高中。1938年5月，輾轉到延安，在陝北公學分校學習。10月，加入中國共產黨。1939年11月任华北聯大学生会主席，1945年開始在北京做地下党学生工作，11月，借用弟弟的證件考入北大法律系，为华北局城市工作部大学工作委员会委员，任北京大学地下党负责人兼管中法大学和朝阳大学，是著名的職業學生。1953年后担任北京市委办公厅主任、北京市委秘书长。文革時被撤職，遣送至山西下放。1972年返回北京。1975年任北京市委文化出版部副部長。1981年11月任北大党委副书记，1983年3月任北大代理党委书记，1984年4月任北京大学顾问。1984年北京大学成立校友会，任会长。
1990年3月29日因病逝世。